# جام هایجیا

جام هایجیا

جام هایجیا یک نماد داروسازی است این نام‌گذاری به هایجیا، ایزدبانوی بهداشت و دختر اسقلبیوس در افسانه‌های یونان برمی‌گردد. اما ایرانیان این علامت را نشان نجات ایران از طاعون به دست ابوعلی سینا می‌دانند.

## کاربرد امروزی
گذشتهٔ استفاده از جام هایجیا به عنوان نماد داروسازی، دست کم به سال ۱۷۹۶ بازمی‌گردد، هنگامی که تصویر جام هایجیا بر روی سکه‌هایی مربوط به انجمن داروسازی پاریس قرار داده شد. پس از آن انجمن‌های داروسازی دیگر هم از این نماد استفاده کردند مانند انجمن داروسازان آمریکا، انجمن داروسازان کانادا و انجمن داروسازان استرالیا.